# Malleville-sur-le-Bec

Malleville-sur-le-Bec este o comună în departamentul Eure, Franța. În 1 ianuarie 2022 avea o populație de 269 de locuitori.